# Kąt między prostą i płaszczyzną

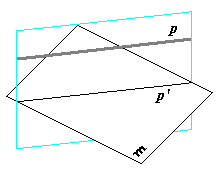
Prosta równoległa do płaszczyzny, α = 0°

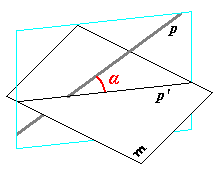
Kąt ostry, 0° < α < 90°

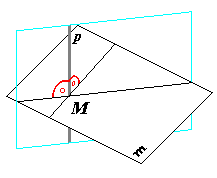
Prosta prostopadła do płaszczyzny, α = 90°

Kąt między prostą i płaszczyzną – miara nachylenia prostej do płaszczyzny, definiowana następująco:
1. jeśli prosta jest prostopadła, to przyjmujemy miarę kąta prostego (90°);
2. jeśli jest równoległa, to przyjmujemy miarę kąta zerowego (0°);
3. w pozostałych położeniach miarą jest kąt między prostą a jej rzutem prostopadłym na płaszczyznę[3].

W przypadku, gdy prosta p nie jest równoległa ani prostopadła do płaszczyzny, to można mówić o kącie jako figurze: jest to podzbiór zawarty w płaszczyźnie wyznaczonej przez prostą p i jej rzut prostopadły p′  ograniczony przez odpowiednie półproste zawarte w prostych p i p′.

## Opis wektorowy
Jeśli prosta jest dana równaniem w postaci kierunkowej:
{\displaystyle ({\vec {r}}_{x}-{\vec {r}}_{A})\times {\vec {u}}={\vec {0}},}
płaszczyzna (lub ogólniej hiperpłaszczyzna) równaniem:
{\displaystyle {\vec {r}}_{x}{\vec {N}}+D=0,}
to kąt między nimi jest równy:
{\displaystyle \sin \phi ={\frac {{\vec {u}}{\vec {N}}}{uN}}.}